# ساوندترک.نت
ساوندترک.نت (انگلیسی: Soundtrack.Net) وبسایتی است که به موسیقی فیلم و تلویزیون اختصاص دارد. این وبگاه را «آملی ئی. کوران» و «دَن گلدواسر» در سال ۱۹۹۷ در دانشگاه کارنگی ملون راه انداختند و از ّنگام و به‌ویژه در دهه گذشته رشد فراوانی کرده و به یکی از وبسایت‌های پیشرو در پوشش صنعت موسیقی فیلم در هالیوود مبدل شده است. این وبگاه در سال ۱۹۹۸ با «فیلم‌میوزیک.کام» (تأسیس شده در سال ۱۹۹۶) ادغام شد تا یک پایگاه داده بزرگ‌تر ایجاد کند که شامل بزرگ‌ترین پایگاه داده موسیقی تریلر آنلاین در دسترس عموم است. در نوامبر ۲۰۰۵، مجله تایم این وبگاه را یکی از «۲۰ وب سایت برتر موسیقی سال ۲۰۰۵» معرفی کرد. از ۱ ژانویه ۲۰۰۸، اخبار جلسه امتیازدهی همگی به وبگاه «اسکورینگ‌سشنز.کام» منتقل شدند.
وبگاه ساوندترک.نت در ۱۶ اکتبر ۲۰۱۱ به مالکیت «شان سالزبری» یکی از بنیان‌گذاران باکس آفیس موجو درآمد.